# Олександрівська колона
Олекса́ндрівська коло́на (також Олександрійський стовп, за віршем О. С. Пушкіна «Пам'ятник») — колона-пам'ятник у стилі ампір, встановлена в центрі Двірцевої площі Санкт-Петербурга. Споруджена в 1834 році архітектором Огюстом Монферраном за вказівкою Миколи І в пам'ять про перемогу його старшого брата Олександра І над Наполеоном. Перебуває під орудою Державного Ермітажу.

## Історія створення

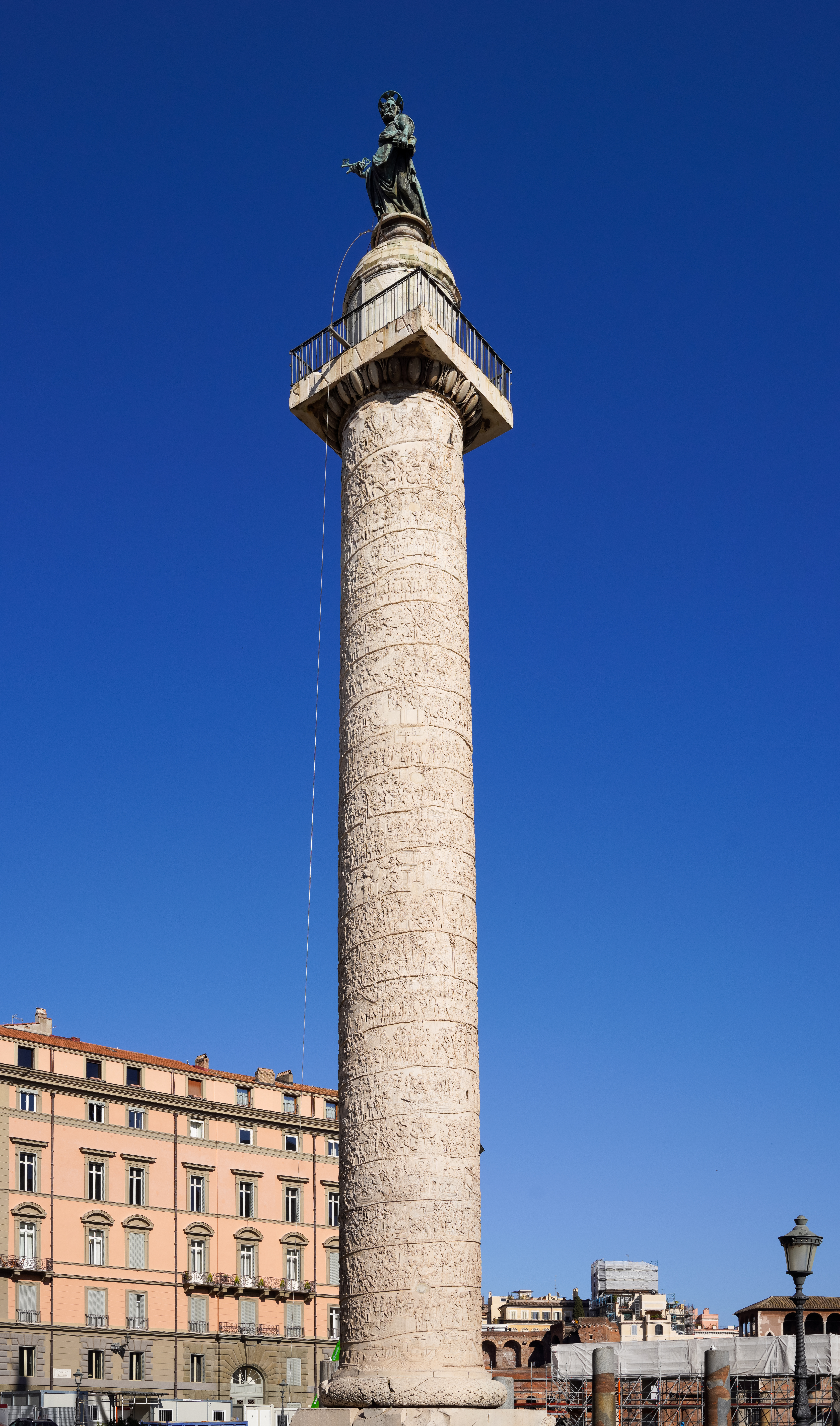
Колона Траяна в Римі — прообраз Олександрівської колони

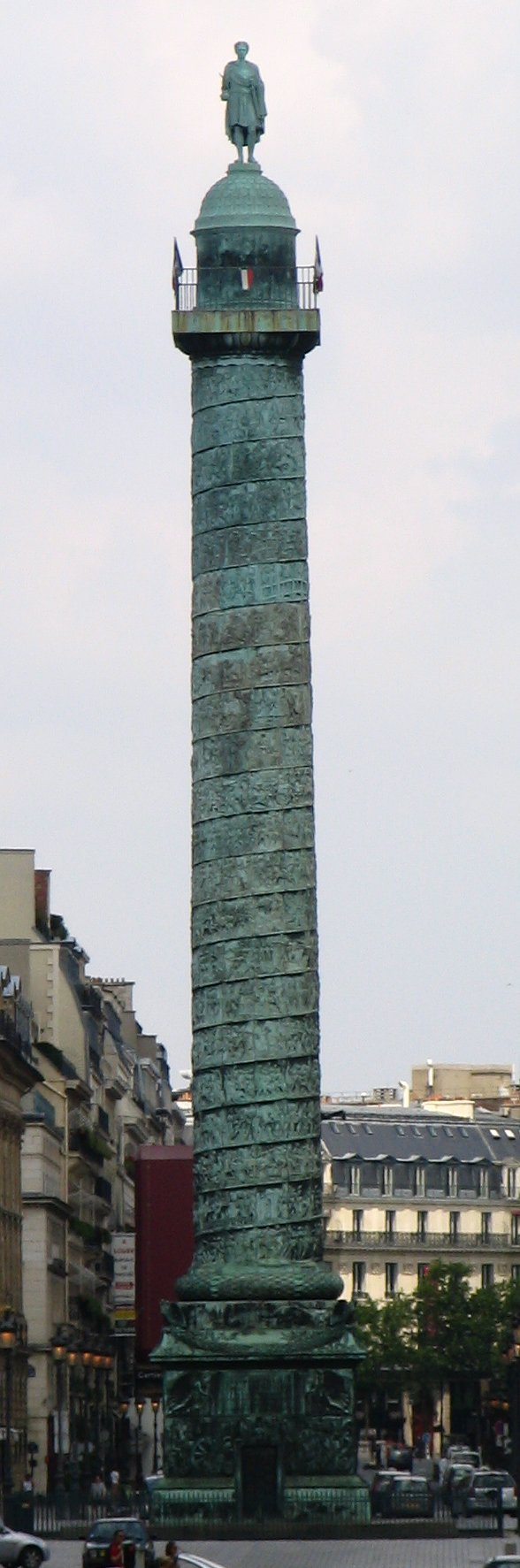
Вандомська колона в Парижі — пам'ятник Наполеону

Цей пам'ятник доповнив композицію Арки Головного Штабу, що була присвячена перемозі в Вітчизняній війні 1812 року. Ідею спорудження монумента подав відомий архітектор Карл Россі. Плануючи простір Двірцевої площі, він вважав що в центрі неї необхідно буде збудувати пам'ятник. Але від ідеї ще одного кінного пам'ятника Петру І він відмовився.
Офіційний конкурс був офіційно оголошений від імені імператора Миколи І в 1829 році з формулюванням «в память о незабвенном брате». Огюст Монферран відгукнувся на цей виклик проектом спорудженням грандіозного гранітного обеліска, але цей варіант імператор відхилив.
Ескіз того проекту зберігся, і сьогодні зберігається в бібліотеці Університету шляхів сполучення. Монферран пропонував встановити величезний гранітний обеліск висотою 25,6 метри (84 фути або 12 сажнів), а на гранітному цоколі 8,22 метри (27 футів). Лицьову грань обеліска пропонувалось прикрасити барельєфами з зображенням подій війни 1812 року в знімках з відомих медальйонів роботи медальєра графа Ф. П. Толстого.
На п'єдесталі планувалось виконати надпис «Благословенному — благодарная Россия». Також на ньому автор хотів встановити вершника на коні, який ногами зневажав би змію; попереду вершника летить двоголовий орел, а за ним богиня перемоги вінчає його лаврами; коня ведуть дві символічні жіночі фігури.
На ескізі проекта вказано, що обеліск має перевершити всі відомі в світі моноліти своєю висотою (таємно виділяючи обеліск встановлений Д. Фонтана перед собором св. Петра). Художня частина чудово виконана акварельною технікою і свідчить про високу майстерність Монферрана в різних напрямах образотворчого мистецтва.
Намагаючись відстояти свій проект, архітектор діяв у межах субординації, присвятивши Миколі I свій твір «Plans et details du monument consacré à la mémoire de l'Empereur Alexandre», але ідея все ж була відкинута, і Монферрану було недвозначно вказано на колону як на бажану форму пам'ятника.

## Опис пам'ятника
Олександрівська колона нагадує зразки тріумфальних споруд античності. Монумент має дивовижно чіткі пропорції та лаконізм форми, красивий силует. 
Текст на табличці пам'ятника:

Александру I благодарная Россия

Це найвищий монумент у світі, виконаний з цілісного граніту, і третій за висотою після Колони Великої Армії в Булонь-сюр-Мер и Колони Нельсона в Лондоні. Вона вище аналогічних монументів світу: Вандомської колони в Парижі, колони Траяна в Римі і колони Помпея в Олександрії.

### Характеристики
- Загальна висота споруди 47,5 м.

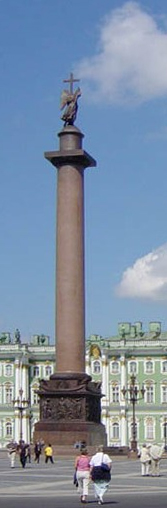
Вид з південної сторони

  - Висота стовбура (монолітної частини) колони 25,6 м (12 сажені)
  - Висота п'єдесталу 2,85 м (4 аршина)
  - Висота фігури ангела 4,26 м.
  - Висота хреста 6,4 м (3 сажені).
- Нижній діаметр колони 3,5 м (12 футів), верхній — 3,15 м (10 футів 6 дюймів)
- Розмір постамента — 6,3×6,3 м.
- Розмір барельєфів — 5,24×3,1 м.
- Розмір огороджень 16,5×16,5 м.
- Загальна вага споруди 704 т.
  - Вага кам'яного стовбура колони близько 600 т.
  - Загальна вага  вес навершя колони близько 37 тонн.

Сама колона стоїть на гранітній підставі без будь-яких додаткових опор, лише під дією власної сили тяжіння.

## Згадки в мистецтві

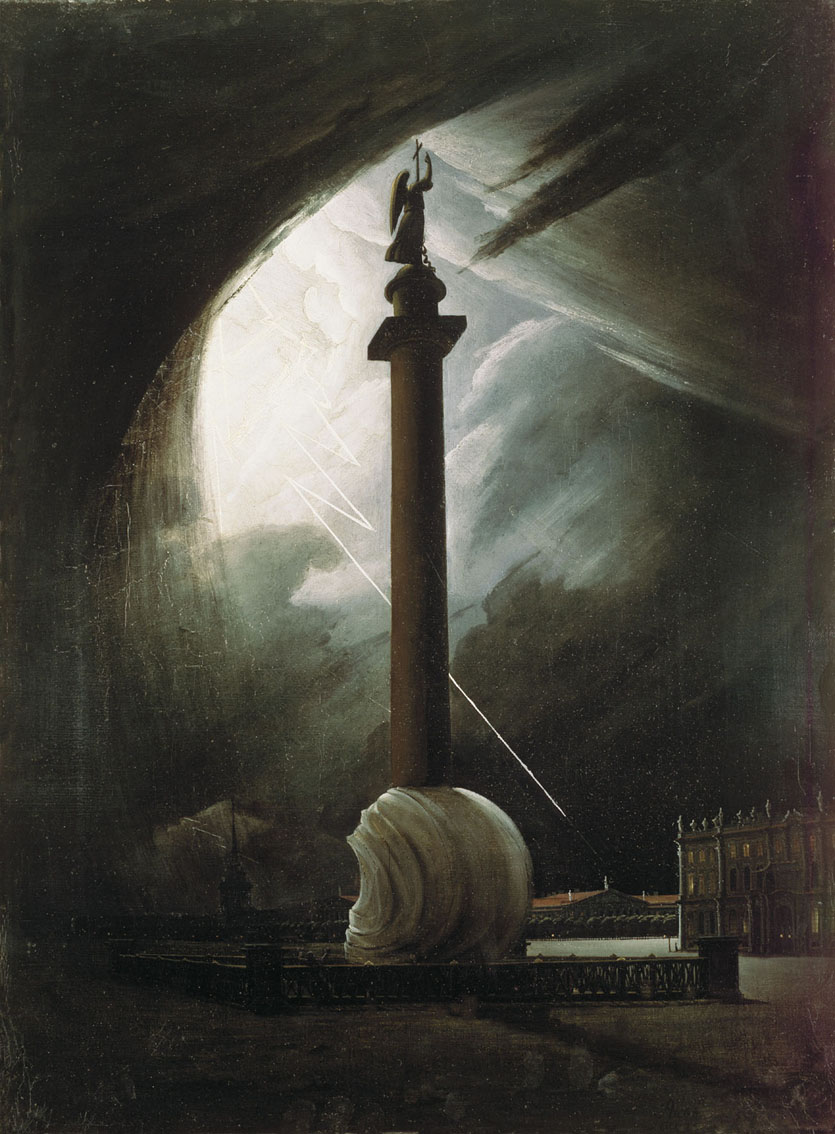
Олександрівська колона під час грози, В. Є. Раєв

На думку мистецтвознавців, талановитий витвір О. Монферрана володіє чіткістю пропорцій, лаконізмом форми, красою ліній і силуету. Як відразу по завершенню, так і згодом цей архітектурний витвір неодноразово надихав діячів мистецтва.
Як знаковий елемент міського пейзажу колона була неодноразово зображена пейзажистами.
Показовим сучасним прикладом служить відеокліп на пісню «Любовь» (режисер С. Дебежев, автор - Ю. Шевчук) з однойменного альбому гурту ДДТ. В цьому кліпі, в тому числі проводиться аналогія колони і силуету космічної ракети. Крім використання у відеокліпі, для оформлення конверта альбому використаний знімок барельєфа п'єдесталу.
Також колона зображена на обкладинці альбому «Lemur of the Nine» петербурзької групи «Refawn».

### Колона в літературі
«Олександрійський стовп» згадується в славнозвісному вірші О. С. Пушкіна «Пам'ятник». Олександрійський стовп Пушкіна - складний образ, в ньому присутній не тільки монумент Олександру I, а й алюзія до обелісків Олександрії і Горацію. При першій публікації назву «Олександрійський» було замінено В. А. Жуковським з побоювання перед цензурою на «Наполеонів» (малася на увазі Вандомська колона).
Крім того, сучасники приписували Пушкіну двовірш:
У Росії дихає все військовим ремеслом

І ангел робить на караул хрестом

Оригінальний текст (рос.)
«В России дышит всё военным ремеслом

И ангел делает на караул крестом».

Императорский виссон

И моторов колесницы, —

В чёрном омуте столицы

Столпник-ангел вознесён.
— Осип Мандельштам